# Henry Thornton
Pour les articles homonymes, voir Thornton et Henry Thornton (Sir).
Henry Thornton (10 mars 1760 - 16 janvier 1815) est un homme politique, philanthrope, banquier, économiste et abolitionniste anglais.

## Carrière et engagement politiques

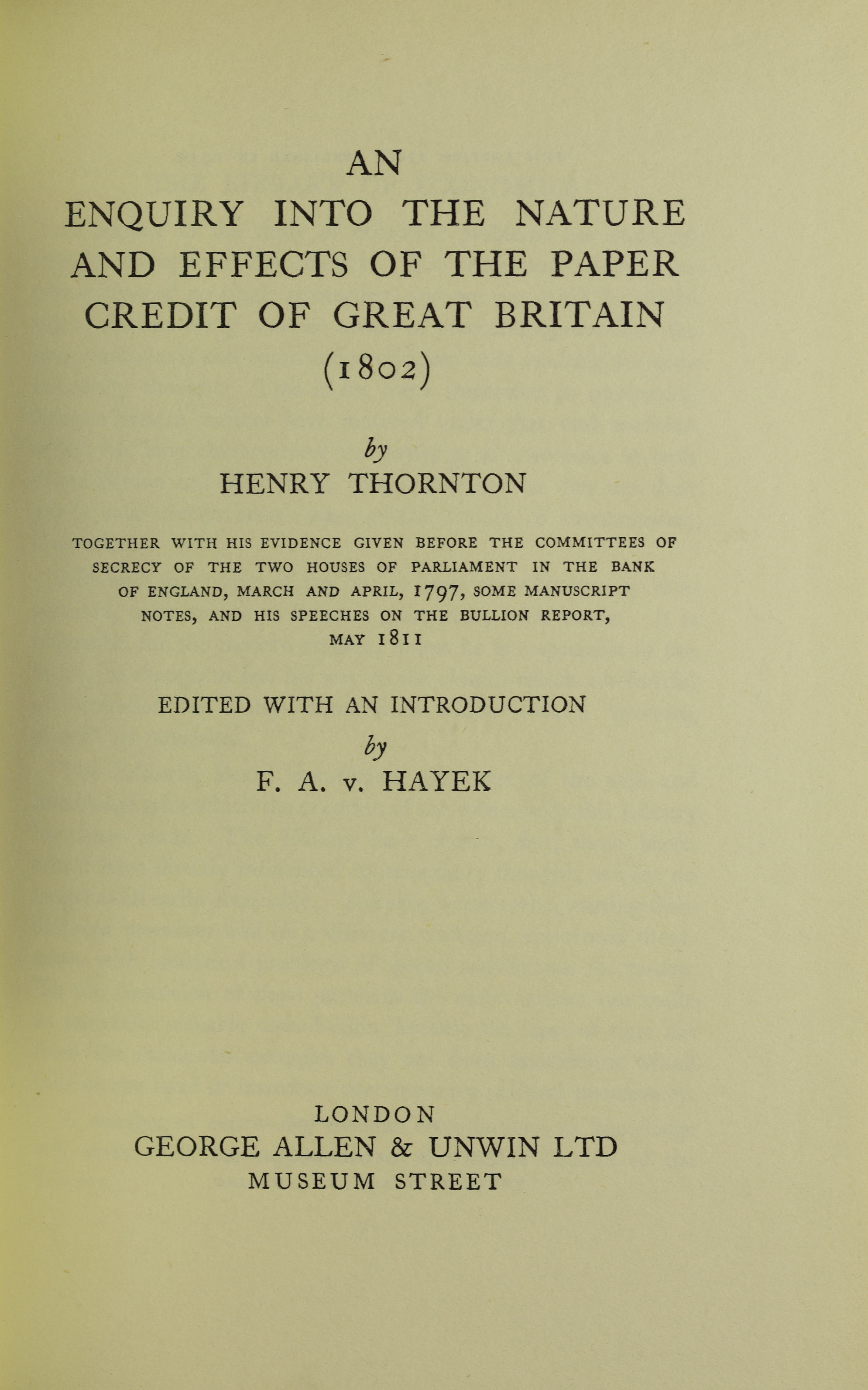
Enquiry into the nature and effects of the paper credit of Great Britain, 1939

Très proche ami et collaborateur de William Wilberforce et Zachary Macaulay au sein du Mouvement Évangéliste, connu également comme la Secte de Clapham. Parlementaire indépendant de 1782 à sa mort, élu de Southwark, Londres, il est un des partisans les plus actifs de la cause abolitionniste, visant à mettre terme au commerce d'esclaves d'Afrique.

## Banquier
En 1794, Henry Thornton rejoint la banque d'affaire Down & Free, qui devient bientôt Down, Thornton & Free. Malgré une croyance assez tenace, ce n'est pas Henry, mais son frère ainé, Samuel Thornton (1754 - 1839) qui est directeur et gouverneur de la Banque d'Angleterre. C'est sa participation dans les différentes commissions parlementaires des finances et des affaires monétaires, ainsi que sa part active dans la rédaction du Bullion Report de 1810, qui se trouvent à l'origine de cette confusion. 

## Économiste
Comme économiste, Thornton est connu pour son Inquiry into the Nature and Effects of the Paper Credit of Great Britain (Recherche sur  la nature et les effets du papier de crédit en Grande-Bretagne), paru en 1802, et il est considéré par Joseph Schumpeter comme le plus important auteur de l’époque classique en analyse monétaire. Cette opinion est partagée par Friedrich Hayek, qui écrit dans son introduction pour la réédition du livre de Thornton (en 1939) : « Il n’est pas exagéré de dire que la publication du Paper Credit en 1802 marque le début d’une nouvelle ère dans l’évolution de la théorie monétaire ».
L'ouvrage est motivé par une controverse liée à la suspension par la Banque d'Angleterre de la convertibilité-or de la livre, à la suite des guerres contre la France révolutionnaire puis napoléonienne. Pour Thornton, la circulation du papier monnaie est avant tout fonction de la confiance du public, et non d'une garantie permanente de convertibilité. Parmi ses contributions à l'analyse monétaire, Thornton expose une version très moderne de la théorie quantitative et souligne la responsabilité de la banque centrale d'agir en tant que prêteur en dernier ressort lorsque la méfiance s'installe – une analyse qui préfigure les thèses de John Maynard Keynes dans son Tract on Monetary Reform (1924). Il décrit le principe de la parité des taux d'intérêt et esquisse la théorie selon laquelle une baisse du taux d'intérêt au-dessous du rendement du capital provoque de l'inflation et une épargne forcée – une théorie qui sera développée indépendamment par Knut Wicksell (1898).
Thornton est l'un des principaux auteurs du Bullion Report – avec Francis Horner (président de la commission) et William Huskisson –, présenté à la Chambre des Communes en juin 1810. Le Bullion Report reprenait les analyses du Paper Credit de 1802, tout en approfondissant les aspects liés au mécanisme d'ajustement international par transferts de lingots (dans le cas du système d'étalon-or) et en développant les principes de la gestion d'un change flottant sur la base d'une comparaison entre la valeur interne et la valeur externe de la monnaie ; le rapport notait aussi que les variations du taux de change ont à la fois des composantes nominales et des composantes réelles.
Le Bullion Report est l'acte fondateur de la Currency School, qui insiste sur la nécessité d'une convertibilité-or de la monnaie, à laquelle s'oppose la Banking School (doctrine des real bills). Le célèbre économiste David Ricardo est généralement présenté comme partisan de la Currency School, mais son analyse monétaire « fait figure de caricature face à celle de Thornton ». En 1811, Ricardo – qui, comme Thornton, était membre du Parlement – prit une position radicale dans son opuscule The high price of bullion, a proof of the depreciation of bank notes, insistant sur la nécessité d'aligner les émissions de billets sur les stocks d'or de la banque centrale. Pour leur part, les auteurs du Bullion Report avaient explicitement noté l'importance de distinguer les causes internes et externes de sorties d'or : dans le cas de facteurs internes, il recommandait d'accroître les émissions de billets, soulignant ainsi le caractère endogène de la demande de monnaie.